# Il cuneo dell'amore
Il cuneo dell'amore (間の楔?, Ai no kusabi) è un romanzo yaoi giapponese di più volumi scritto da Rieko Yoshihara. Inizialmente pubblicato sulla rivista Shousetsu June tra il dicembre 1986 e l'ottobre dell'anno seguente, è stato poi pubblicato in edizione cartonata in Giappone nel 1990.
La storia è ambientata in un contesto fantascientifico, in un mondo distopico controllato da un'intelligenza artificiale di nome Jupiter e dalle sue creazioni, gli Elite, androidi che in base al colore di capelli sono suddivisi in diverse caste di potere. Un giorno, un "Blondie" di alta classe di nome Iason Mink incontra un giovane meticcio di nome Riki e decide di farlo diventare il suo "pet", uno schiavo sessuale. Da quel momento Iason inizia a provare dei sentimenti proibiti per Riki. Centro delle vicende è infatti la relazione omosessuale tra Riki e Iason in un mondo dettagliato che mette in risalto tematiche come la schiavitù, l'emarginazione sociale e la deumanizzazione.
Il romanzo è stato parzialmente adattato in una serie OAV di due episodi, il primo pubblicato nell'agosto del 1992 e il secondo nel maggio del 1994. La versione italiana risale al 1996. Nel novembre del 1993 un audio drama, Erogenous Dark, è stato pubblicato per approfondire un periodo di tempo non esplorato efficacemente nel romanzo originale. Nella primavera del 2010 doveva invece essere distribuita una nuova serie di dodici episodi, remake della versione del 1992. Per motivi finanziari la pubblicazione è stata cancellata e nel 2012 solo quattro dei dodici episodi hanno visto la luce. Sono stati anche pubblicati diversi extra scritti dall'autrice e altri ben più recenti audio drama.

## Ambientazione
La storia si svolge in un futuro lontano su un pianeta di nome Amoï, gestito da un'intelligenza artificiale di nome Jupiter e dagli androidi da essa creati, noti come Elite. Questi rappresentano la nobiltà e sono suddivisi in una gerarchia chiamata "Norms": in cima ci sono i Blondie dai capelli biondi, a seguire i Platina dai capelli argentei, dopodiché i Ruby, i Jade e gli Sapphire rispettivamente dai capelli rossi, verdi e blu, e infine gli Onyx dai capelli neri. Tutti gli Elite hanno i capelli lunghi.
Gli Elite abitano a Tanagura, capitale del pianeta e città metallica e sopraelevata dalla forma esagonale, al cui centro corre la torre di Eos, dove risiedono i Blondie. Gli Elite sono immortali, esteticamente perfetti, più forti, alti ed intelligenti degli umani. Creandoli con lo scopo di rasentare quanto più possibile la perfezione, Jupiter, pur avendo concesso loro un aspetto umano e un cervello umano (unica parte organica del loro corpo), ha cercato di privarli quanto più possibile di tutte le debolezze, anche a livello emotivo, come sentimenti ed istinti, lussuria compresa. Gli Elite non s'innamorano, non hanno rapporti sessuali e sono sterili.
Ciononostante per soddisfare le loro, seppur minime, urgenze basilari e soprattutto per preservare la loro cultura e rete sociale, gli Elite tengono degli schiavi sessuali, i pet (letteralmente "animali domestici"). I pet sono ragazzi e ragazze molto giovani, solitamente generati artificialmente in laboratorio o nati da accoppiamenti di altri pet e allevati all'obbedienza più assoluta in apposite accademie, oppure - raramente nel caso degli Elite - normali umani di Midas. I pet raggiunta la pubertà vengono messi in vendita e tenuti per circa un anno prima di essere rivenduti. Il loro ruolo è quello di compiacere gli Elite con spettacoli voyeuristici, accoppiarsi con altri pet e rappresentare lo status del padrone.
Midas, conosciuta anche come "la città del piacere", è l'unico luogo in cui vivono gli umani. Si estende parzialmente sotto Tanagura ed è suddivisa in diverse aree, tra cui i distaccati e poveri bassifondi, una zona nota come Ceres. Nella Midas ricca ci vivono gli umani con il PAM (un microchip che fa da ID), uomini e donne monitorati dagli Elite e da Jupiter. Nei bassifondi invece vivono i meticci, privi di PAM e quindi senza alcun diritto umano e alcuna sorveglianza.
La popolazione di Ceres viene cresciuta in un orfanotrofio di nome Guardian in modo che le nascite possano essere controllate. Alle poche ragazze spetta un futuro privilegiato, mentre i maschi all'età di 13 anni vengono liberati nei bassifondi. Per questo motivo il 99% della popolazione di Ceres è di sesso maschile, la riproduzione risulta impossibile, così come anche una crescita numerica. Le relazioni omosessuali a Ceres sono la norma e i ragazzi solitamente formano delle gang per sopravvivere. Solo pochi meticci, provenienti da clan di alto rango, possono sposarsi e generare figli.
Gli unici ragazzi di Guardian che sfuggono ai bassifondi sono coloro che vengono selezionati per diventare "furniture" (letteralmente "arredamenti" o "mobili"). Vengono scelti in base alla bellezza fisica, all'intelligenza (in particolar modo in base alla loro capacità di utilizzare la tecnologia di ultima generazione), buone maniere e propensione ad obbedire. Le furniture sono degli schiavi che si occupano della casa e dei pet degli Elite, e per evitare qualsiasi relazione illecita coi pet, che vivono per il sesso e con cui sono spesso a contatto, prima di essere installati in un appartamento vengono castrati e resi eunuchi. Talvolta alle furniture viene anche cambiato il nome, e qualsiasi trasgressione del pet viene spesso attribuita ad una incapacità della furniture, e di conseguenza queste vengono punite al loro posto.
Su Amoï la compravendita dei pet è la prima fonte di guadagno e viene gestita dal Mercato Nero. I pet appartengono a diverse classi di qualità, e valgono di più o di meno in base alla provenienza, alla razza, e a tantissimi altri fattori. I pet non vengono acquistati solo dagli Elite ma anche dai normali cittadini di Midas, che spesso si accontentano di semplici umani, e non è raro che gli acquisti si protendano fin su altri pianeti. A Midas spesso è possibile partecipare a delle aste di pet, ed è comune imbattersi in diverse case chiuse e quartieri interamente a luci rosse.

## Trama
Il protagonista della storia è Riki, un meticcio di Ceres a capo di una delle tante gang dei bassifondi, i Bison. Stufo di vivere nella povertà e nella miseria, di dover procurarsi denaro in continuazione, nelle peggiori maniere, e di ritrovarsi spesso in mezzo a delle risse per sopravvivere, Riki un giorno decide di sfruttare il fato a suo favore. Mentre si trova a Midas viene colto in flagrante da Iason Mink, uno dei Blondie di Tanagura, mentre cerca di sfilare il portafoglio a gente più fortunata di lui. Iason però non avverte le autorità in modo che arrestino il giovane e decide, per suo capriccio, di lasciarlo libero. Riki, un po' per curiosità, un po' per tentare la fortuna e un po' perché non gli piace essere in debito con le persone (regola che egli ha imposta a sé stesso per sopravvivere nei bassifondi), si offre al Blondie per ripagarlo. Iason, pur non avendo un rapporto sessuale con lui, decide di stare al gioco e lo tocca intimamente, umiliandolo e facendoli provare grande piacere. Riki non riuscirà più a toglierselo dalla testa, arrivando a provare forti sensi di colpa avendo già un compagno di nome Guy. Nonostante la monogamia fisica è utopia a Ceres, il rapporto sentimentale che lega Riki a Guy è sincero.
Mesi dopo, Riki riceve una strana proposta di lavoro da un suo conoscente. Accettandola, si ritrova a lavorare come corriere nel Mercato Nero che si occupa del commercio di pet e furniture. Lì conosce il suo capo, un misterioso uomo di nome Katze che si vocifera essere un meticcio come lui. Durante una delle tante consegne, Riki vede Iason e lo insegue. Da quel momento in poi, Riki diventerà ufficialmente il pet di Iason e il Blondie a Eos andrà incontro a diverse critiche e scandali, prima di tutto per aver preso un meticcio, considerato "la feccia della feccia" dagli Elite, come pet. Inoltre, Riki scoprirà la verità: Iason è a capo del Sindacato che gestisce il Mercato Nero e Katze è un suo subordinato. Quest'ultimo lo aveva assunto perché, a quanto pare, anche il Blondie non riusciva a togliersi dalla testa Riki.
Da quel momento in poi, Riki verrà addestrato per essere un perfetto pet, nonostante si opporrà con tutte le sue forze. Il primo mese lo passerà completamente nudo, per volere di Iason, per abituarsi a non provare alcun tipo di vergogna davanti al suo padrone. I due mesi successivi invece Riki sarà costretto a masturbarsi davanti a Iason, che si farà aiutare dalla furniture Daryl perché il ragazzo inizialmente non ne vuole sapere. Dopo sei mesi, Iason prenderà l'insolita iniziativa d'avere rapporti sessuali con Riki: insolito perché generalmente gli Elite non hanno interesse per i rapporti fisici e trovano tutto l'appagamento sessuale solamente guardando i pet copulare, mai quindi arrivando a toccarli. Inoltre nello stesso periodo, Iason munirà Riki di pet ring, un gingillo nel quale è racchiuso il numero di identificazione del pet, che avrà così il permesso di girare liberamente in alcune aree di Tanagura. Di solito gli ID dei pet sono di diversi tipi e modificano il loro status e la loro libertà. In ordine di importanza: A-Type (normali anelli), B-Type (collane), C-Type (orecchini). Per Riki, Iason ne sceglie uno particolare e che non ha nessuno, un D-Type, anello per "pet senza disciplina" che si porta sul pene e può essere rimosso solamente dal padrone. Con l'anello Iason potrà controllare gli spostamenti di Riki e infliggergli sia dolore che piacere. L'addestramento condizionerà profondamente Riki.
Dopo tre anni, Riki è ancora il pet personale di Iason e questo inizierà a destare non pochi sospetti nelle Elite e negli altri pet della capitale. Infatti, solitamente i pet dei Blondie non rimangono coi loro padroni più di un anno, e dopo i diciassette anni i maschi sono considerati vecchi. Riki non solo rimarrà con Iason troppo a lungo, ma Iason non farà nulla per nascondere il loro rapporto fisico. Ciò scatenerà un forte odio nei confronti di Riki, che verrà visto come privilegiato, e metterà il suo padrone in una posizione precaria, facendo credere ai suoi simili di aver perso il senno. La verità è che Iason pian piano si è innamorato di Riki e ciò lo porterà a continuare a trasgredire le ferree leggi di Tanagura.
Durante i tre anni che Riki passerà con Iason però non smetterà mai di cercare di ribellarsi al volere del Blondie. Dopo poco più di un anno, Riki farà sesso con la pet femmina appartenente al Blondie migliore amico di Iason, Raoul. La ragazza si chiama Mimea, è una creazione da laboratorio di alta classe e si innamorerà di Riki, decidendo di perdere la verginità con lui senza il permesso del suo padrone e nonostante avesse già un partner prestabilito per figliare. Lo scandalo si ripercuoterà sia su Iason che su Raoul, e Riki verrà punito crudelmente. Dopo tre anni, grazie alla furniture Daryl, Riki proverà anche a scappare da Tanagura ma verrà fermato dalle guardie del posto. Iason lo punirà di nuovo, ma prenderà anche una decisione importante: lascerà Riki libero per un intero anno.
Durante il periodo di libertà, che Riki credeva ingenuamente fosse permanente, il meticcio tornerà dai Bison e dal suo ormai ex-amante, Guy. Qui, il giovane si dimostrerà evidentemente cambiato dalle vicende degli ultimi anni: il suo spirito ribelle apparirà domato, i suoi occhi saranno più freddi. Riki non riuscirà più ad integrarsi con la sua vecchia vita, non tornerà ad avere rapporti con Guy e litigherà spesso con una nuova recluta della gang, un ragazzo più giovane di nome Kirie. Kirie come il Riki venuto prima di Iason, è strafottente e ribelle, e soprattutto non ha intenzione di rimanere negli slums. Convincerà la gang ad andare ad un'asta di pet a Midas, e quando noterà un Blondie tra i partecipanti, che altro non è che Iason, gli si avvicinerà con l'intenzione di tentare la fortuna. Riki nel frattempo si sentirà male e verrà portato via da Guy.
Kirie finirà per essere preso in considerazione da Iason non appena questo capirà che conosce Riki, e gli offrirà una somma di denaro in cambio dell'intera gang dei Bison. Kirie accetterà e Iason farà prigionieri i ragazzi, offrendo a Riki di liberarli in cambio del suo ritorno. Riki ovviamente accetterà e poco dopo tornerà ad Eos con Iason. Ad un certo punto, l'odio di pet e furniture verso Riki sarà sempre maggiore e il giovane verrà attaccato. Disperato chiederà a Iason di mandarlo a vivere fuori da Tanagura, e Iason accettando gli comprerà un appartamento ad Apatia, un quartiere di Midas, e lo rimanderà a lavorare da Katze.
In quel periodo Riki vivrà tutto sommato pacificamente, finché un giorno la sua gang, avendolo visto per le strade di Midas, non gli busserà alla porta. Iason lo umilierà davanti a Guy, forzando Riki a leccare il suo stivale per dimostrare che è ormai il suo pet in tutto e per tutto, scioccando il suo ex partner. Riki, dopo aver ottenuto la possibilità di parlare privatamente con Guy, svelerà al ragazzo del pet ring - l'unica cosa che lo lega veramente a Iason e a cui non può sfuggire -, spogliandosi e cercando di convincerlo che il suo corpo ormai è del Blondie e che la sua intera anima è completamente condizionata e non potrà tornare indietro.
Guy sconvolto e arrabbiato nel vedere l'uomo che ama come uno schiavo, giorni dopo rapirà Riki e lo condurrà alle rovine di Dana Bahn. Guy per liberare l'amico dal giogo del Blondie lo evirerà. Subito dopo inviterà Iason a riprendere il suo pet, tendendogli una trappola per ucciderlo, ma quando i due si incontreranno ne nascerà uno scontro violento. Iason fratturerà il braccio del meticcio e deciderà di lasciarlo lì, consapevole anche delle bombe presenti su tutto il perimetro delle rovine. Riki però lo supplicherà di portarlo via con loro. Il Blondie per amore di Riki cederà e si caricherà sulle spalle Guy. Durante la fuga una parte dell'edificio crollerà rischiando di uccidere Riki, ma Iason lancerà Guy in avanti e spingerà Riki col suo corpo evitando così la sua morte. Il colpo però spaccherà le gambe del Blondie che non riuscendo più a muoversi ordinerà a Riki di portare Guy fuori, consapevole che Riki non avrebbe mai scelto lui, e di salvarsi.
All'uscita di Dana Bahn c'è Katze, precedentemente avvisato da Riki, che prenderà in custodia Guy e tenterà invano di convincere il ragazzo a non tornare dentro le rovine. Ma Riki ormai non ha futuro e per gratitudine deciderà di non lasciare Iason solo nel momento più brutto. Katze allora gli donerà due sigarette contenenti un narcotico, le Black Moon, dicendogli che se le fumerà soffrirà meno. Riki tornerà da uno Iason sorpreso di vederlo: intorno a loro il fuoco sarà sempre più alto e i due fumeranno le sigarette accendendole l'una sull'altra, il loro ultimo bacio. Dana Bahn crollerà inghiottendo i due amanti.
Sul finale Guy tornerà tra le ceneri ormai spente e rifletterà sulle sue azioni che lo porteranno a cambiare identità e vita.

## Personaggi e doppiatori

### Principali
Riki lo Scuro (リキ)
Doppiato da: Seki Toshihiko (ed. giapponese anni '90), Fabio Boccanera (ed. italiana anni '90), Kentarō Itō (ed. giapponese 2012).
All'inizio Riki è a capo di una gang di Ceres, i Bison, ed è rispettato da tutti i meticci per il suo carisma e la sua capacità di comando. È un ragazzo molto orgoglioso, impulsivo, ribelle e arrogante, una testa calda che usa spesso termini volgari e desidera essere libero. Gli anni che passerà con Iason lo faranno maturare profondamente e lo renderanno molto più cupo. Nonostante il carattere difficile e neanche lontanamente privo di difetti, Riki ha un buon cuore, comprende i suoi sbagli, e più volte rimarrà sconvolto davanti alla crudeltà e alla perversione di Amoï, nonché al sadismo dello stesso Iason e dell'intera comunità degli Elite. Riki ha i capelli neri, gli occhi neri (marroni negli OAV) e non è particolarmente alto. All'inizio della storia ha quindici anni, alla fine ne ha ventuno.
Riki all'inizio odia profondamente la sua condizione di meticcio e l'ambiente in cui gli tocca vivere, tanto che darebbe qualsiasi cosa per allontanarsi da Ceres. Ma nel momento in cui diventa pet di Iason la sua vita sembra peggiorare. Per gran parte del romanzo, Riki odierà Iason con tutto se stesso e ne sarà spaventato. I suoi primi tre anni di prigionia, in cui Iason lo addestrerà come pet e abuserà di lui fisicamente e verbalmente, lo faranno cadere in depressione, tanto che i suoi amici, durante il suo anno di libertà, quasi non lo riconosceranno. Nonostante Riki porterà sempre nel cuore i ricordi del suo ex-partner, Guy, e quest'ultimo sarà sempre la persona a cui terrà di più in assoluto, non proverà a riagganciare una relazione con lui.
Riki finirà più volte nei guai durante la sua permanenza ad Eos e verrà spesso preso di mira, poiché ritenuto inferiore e privilegiato da un Blondie. Verso la fine del romanzo, grazie a varie ed illuminanti conversazioni con Katze, il suo trasferimento ad Apatia e ad uno Iason parzialmente cambiato, l'odio di Riki verso il suo padrone si dissiperà e il ragazzo riuscirà a vivere più serenamente. Non è chiaro se Riki ricambi o meno i sentimenti di Iason prima della fine, ma sicuramente l'idea che lo stesso Iason possa essere una vittima della sua società e in parte la comprensione delle azioni del Blondie faranno sì che Riki lo veda sotto una luce diversa.
Iason Mink
Doppiato da: Kaneto Shiozawa (ed. giapponese anni '90), Andrea Ward (ed. italiana anni '90), Tōru Ōkawa (ed. giapponese 2012).
Uno dei Blondie più potenti e il figlio favorito di Jupiter. È a capo del Sindacato che si occupa del Mercato Nero ed è il deuteragonista e talvolta l'antagonista della storia. Iason essendo un Blondie ha i capelli biondi, lisci e lunghi, gli occhi azzurro/blu, ed è quasi alto due metri. Nel romanzo proverà prima un forte interesse in Riki, e poi, dopo averlo fatto diventare suo pet, se ne innamorerà, creando una serie di scandali che lo metteranno in una posizione precaria. Come tutti i Blondie, e molto più degli altri Blondie, Iason ha un forte complesso di superiorità che lo porterà a non provare alcun senso di colpa per le crudeltà a cui sottoporrà Riki, o pietà nei suoi confronti, ritenendolo un suo diritto e ritenendo l'esistenza del ragazzo infinitamente inferiore alla sua. Iason è freddo, intelligente e calcolatore, nonché spesso sadico.
Nel romanzo Iason lotta più volte con se stesso e la sua natura artificiale di Blondie, confrontandosi con emozioni che spesso non comprende. La sua incapacità di controllare sensazioni che non conosce e la sua insistenza nel seguire ciò che la sua società gli ha insegnato lo porteranno a commettere errori disastrosi. Il cambiamento di Iason nel romanzo è lento e doloroso, e non avverrà mai del tutto. Mostrerà anche segni di gelosia ossessiva, come quando vedrà Riki masturbarsi davanti all'ologramma di una donna nuda, e nonostante affermerà più volte di adorare il lato ribelle di Riki, cercherà di piegarlo al suo volere in tutti i modi. Pieno di sé, Iason non proverà a nascondere il suo desiderio per Riki, rompendo in tal modo tutti i tabù della società costituita.
Guy (ガイ)
Doppiato da: Kōji Tsujitani (ed. giapponese anni '90), Roberto Del Giudice (ed. italiana anni '90), Kōsuke Toriumi (ed. giapponese 2012).
Ex amante di Riki, Guy prova dei profondissimi sentimenti per il ragazzo, tanto che, similmente a Iason, ne risulta quasi ossessionato. Guy nell'anime è un piuttosto alto, ben messo, con i capelli lunghi raccolti in una coda e gli occhi azzurri. Quando Riki era il capo della banda Bison, Guy era il suo vice diretto, e dopo la scomparsa di Riki per tre anni ne assume la piena leadership.
Quando Riki torna dopo tre anni di assenza, Guy capisce che il ragazzo ha qualcosa che non va e non cercherà di forzarlo e riprendere una relazione con lui. Solo dopo il ritorno di Riki da Iason, durante l'ultimo anno del giovane con l'androide, Guy scoprirà finalmente la verità e ciò lo porterà a cercare di liberare Riki in qualsiasi modo, arrivando a compiere un'azione estrema. Sfiderà apertamente Iason pronto a dare la vita per far vivere liberamente la persona di cui è innamorato, e nello scontro perderà un braccio. Alla fine del romanzo, Katze porterà Guy in un ospedale e non gli cancellerà la memoria come gli aveva chiesto Riki. Gli dirà che starà a lui decidere e che doveva venire a conoscenza delle conseguenze delle sue azioni.
Katze (カッツェ)
Doppiato da: Hideyuki Tanaka (ed. giapponese anni '90), Vittorio Guerrieri (ed. italiana anni '90), Shin'ichirō Miki (ed. giapponese 2012).
Commerciante rappresentativo nel Mercato Nero, Katze è un uomo di grande potere ed influenza. Ex-furniture di Iason, è stato risparmiato dal suo padrone poiché quest'ultimo l'ha riconosciuto come genio informatico, dopo aver hackerato per mesi il sistema di sicurezza che conteneva informazioni segrete sugli Elite e su Tanagura. La sua punizione è comunque arrivata, e gli ha lasciato una grossa cicatrice sulla guancia sinistra. Nell'anime è piuttosto alto, ha i capelli rossi e gli occhi marroni/ambra, mentre nel romanzo i suoi occhi sono grigio cenere. Lo si vede spesso con una sigaretta in bocca, infatti Katze è fumatore incallito.
Katze è l'unico personaggio nel libro che conosce bene sia Riki che Iason, ed è un elemento chiave per la loro relazione. È entusiasta dei sentimenti che prova Iason verso Riki perché portano il suo padrone ad avere reazioni più umane, ed è profondamente fedele a Iason. Iason sembra altrettanto fiero di Katze, tanto che lo tratta quasi più come un collega che come uno schiavo. Nonostante sia una persona molto riservata, seria, calcolatrice, estremamente fredda e talvolta profondamente egoista, e nonostante non possa avere relazioni di alcun tipo per via della castrazione e non mostra emozioni per via del suo addestramento come furniture, Katze si dimostra più volte più sentimentale di quanto vorrebbe dare a vedere.
Riki andrà a lavorare con Katze due volte durante la storia, e nonostante i due non diventeranno mai dei veri e propri amici, anche per la visione differente delle realtà, Riki parlerà a Katze sempre piuttosto apertamente. Nella storia Katze assumerà Riki su ordine di Iason e sarà coinvolto nelle manipolazioni di Kirie. Katze svelerà a Riki che le furniture sono tutti meticci, cambiando profondamente il rapporto che ha Riki con i servitori di Iason, e sempre Katze accompagnerà Riki a Dana Bahn, ritrovandosi a piangere dal dispiacere al termine degli eventi.
Kirie (キリエ)
Doppiato da: Shigeru Nakahara (ed. giapponese anni '90), Pierluigi Astore (ed. italiana anni '90), Shotaro Morikubo (ed. giapponese 2012).
Il più giovane tra i membri della gang dei Bison e l'ultimo ad entrare a farne parte. Negli OAV Kirie è facilmente riconoscibile perché ha gli occhi di due colori differenti, quello destro marrone e quello sinistro blu. Nel romanzo invece Kirie ha un occhio grigio e un occhio blu. Kirie, esattamente come il nome vuole lasciare intuire (Kirie infatti è un'anagramma di Riki, con in più una "e"), è una sorta di giovane Riki, il Riki venuto prima di Iason. Il ragazzo di diciassette anni è infatti ribelle, ambizioso, fiero e provocatorio, e sogna di allontanarsi dai bassifondi. Kirie però, a differenza di Riki, è anche spietato, probabilmente perché - sempre a differenza di Riki - non ha avuto a fianco una figura più dolce e positiva come Guy. Kirie aveva sentito parlare dei Bison nella loro era gloriosa, quando Riki ne era a capo, e rimane profondamente deluso dal loro leader quando lo incontra: Riki nel suo anno di libertà infatti non fa a altro che bere e perdere tempo tutto il giorno. Riki d'altra parte detesta il ragazzo perché gli ricorda gli errori che lui stesso ha commesso in passato.
Nella storia Kirie è l'amante del figlio dell'uomo che possiede l'orfanotrofio Guardian, Manon Kuger. I Kuger sono uno dei pochi clan privilegiati nei bassifondi. Il ragazzo cercherà di estrapolargli qualsiasi informazioni possibile, per poi tentare la fortuna con il Mercato Nero e Iason, che lo sfrutterà per riprendersi Riki. Kirie tradirà la gang dei Bison per una somma di denaro. Alla fine Kirie diventerà un Alita, una bambola del sesso, in seguito ad un lavaggio mentale. Durante il processo che lo trasformerà in Alita, Raoul riuscirà ad estrapolarli dei ricordi che mostreranno i sentimenti soppressi che il ragazzo prova nei confronti di Riki.
Raoul Am
Doppiato da: Shō Hayami (ed. giapponese anni '90), Luciano Marchitiello (ed. italiana anni '90), Takaya Kuroda (ed. giapponese 2012).
Il secondo Blondie in ordine di importanza dopo Iason. È specializzato in biochimica e bioingegneria, è uno scienziato esperto anche di medicina, e capo del Dipartimento del Controllo Genetico di Tanagura. Raoul si occupa della creazione artificiale dei pet e va molto fiero dei suoi prodotti. È un grande amico di Iason, la sua lealtà nei suoi confronti è lodevole. Raoul negli OAV e nelle raffigurazioni del romanzo viene rappresentato con i capelli lievemente più scuri dell'amico, a metà tra il mosso e il riccio, e con gli occhi verdi.
Raoul non ama i pet party e qualsiasi forma di evento sociale, pur essendo un Blondie molto rigido; è un solitario e preferisce la ricerca e il sapere alle relazioni sociali. Nel romanzo viene descritto come più sorridente e accogliente rispetto a Iason, e anche meno attento al vestiario. Uno dei pet di Raoul è Mimea.
Raoul è uno dei pochi a venire a conoscenza dei veri sentimenti che nutre Iason verso Riki, e ne rimane inorridito. Nonostante non andrà mai contro l'amico, spesso farà da voce della ragione e cercherà di farlo tornare in sé, preoccupandosi molto anche per la pressione sociale nei suoi confronti. Alla fine del romanzo, Raoul mostrerà vividi segni di dolore in seguito alla morte di Iason, e in una conversazione con Katze sembrerà lasciar intuire che accetta e in parte comprende i sentimenti dell'amico per Riki. La relazione di amicizia tra Raoul e Iason è ciò che di più intimo e sentimentale viene mostrato tra i Blondie.
Sarà Raoul a trasformare Kirie in una bambola del sesso in seguito ad un lavaggio mentale, su richiesta di Iason, per poi mostrarla a Riki insieme all'amico. Sempre Raoul si occuperà della furniture Simon e accerterà le sue condizioni dopo l'incidente con Riki. Inoltre, per scoprire cos'è realmente accaduto suggerirà a Iason di interrogare Riki chimicamente, cosa che Iason si rifiuterà di fare.
Daryl
Una delle furniture di Iason, la prima che conosce Riki. Daryl è un po' più grande di Riki e ammira e stima il ragazzo per il suo orgoglio e la sua volontà di non piegarsi nemmeno di fronte ad un Blondie. Ad un certo punto farà fuggire Riki, scelta che lo porterà alla morte. Daryl conosceva già Riki ai tempi in cui, anche lui, viveva a Guardian, a differenza di Riki che, troppo piccolo, non si ricorderà di lui. Prima di morire spiegherà a Iason perché ha avuto pietà del ragazzo.
Riki all'inizio prova sentimenti negativi verso Daryl, poiché quest'ultimo come furniture segue alla lettera gli ordini di Iason e continua a invadere i suoi spazi per prendersi cura di lui. L'addestramento a cui viene sottoposto con Daryl lascerà Riki pieno di vergogna e di umiliazione, sentimenti che aumenteranno il suo odio verso la furniture. Lo stesso Iason più volte minaccerà Riki dicendogli che avrebbe chiamato Daryl durante l'addestramento se Riki avesse continuato a non ascoltarlo. Riki proverà dei forti sensi di colpa quando ormai Daryl non ci sarà più, specialmente dopo che Katze gli rivelerà che tutte le furniture sono meticci e quindi provengono da Guardian.
Jupiter
L'intelligenza artificiale che governa Amoï, madre di tutti gli Elite. È stata creata sul piccolo pianeta Amoï, il dodicesimo pianeta del sistema stellare Garan al limite della galassia Salinas, da un gruppo di scienziati stufi delle loro società e con il desiderio di esplorare scienza e tecnologia senza dover rispondere a nessuno, e l'intendo di creare una perfetta metropoli priva di tabù religiosi e pressione politica e supportata da un mainframe all'altezza. Jupiter, inizialmente conosciuta come Lambda 3000, si è ribellata ai suoi creatori che non credevano aver dato vita ad un supercomputer tanto avanzato e con conoscenze tanto profonde. Jupiter risiede nella Torre di Jupiter, a nord-est di Eos. Negli OAV più vecchi appare come una statua di color argento in forma d'ologramma, in quelli più recenti è un enorme ologramma, mostrato dalla vita in su, con un aspetto mostruoso che ricorda una figura femminile. Nel romanzo Jupiter non ha un sesso specifico e non appare mai, se ne parla soltanto.
Mimea
Uno dei pet di classe superiore di Raoul, è una ragazza creata in laboratorio da Raoul stesso e cresciuta in un'accademia per pet. Raoul è estremamente protettivo verso Mimea e desideroso di preservare il suo status, essendo un prodotto di cui va molto fiero. Raoul sceglierà come suo partner per l'accoppiamento Jana. Mimea detesta Jana e svilupperà presto un'insolita predilezione e amicizia nei confronti di Riki, innamorandosene ed avendo un rapporto sessuale con lui senza il consenso del suo padrone, perdendo la verginità. Nonostante Riki sia affascinato e ad un certo livello affezionato a Mimea, la usa per rovinare l'immagine pubblica di Iason e soddisfare la sua curiosità verso il corpo femminile. La punizione a cui Riki andrà incontro sarà dura ed indimenticabile per il ragazzo, e Iason dovrà mandare delle scuse a Raoul. Non si sa che fine ha fatto Mimea dopo l'accaduto, ma è probabile che Raoul l'abbia venduta.

### Secondari
Altri Blondie
Orphe Zavi: Capo Ufficiale delle Operazioni ad Eos, le sue condizioni e stipulazioni non sono negoziabili. Orphe si occupa della sicurezza, pianificazione dei party, dispute residenziali e dell'applicazione delle leggi e delle normative dei pet. È descritto come uno dei Blondie più belli, eleganti e raffinati in assoluto, e critica apertamente coloro che non condividono i suoi ideali. È tra i Blondie che fanno più uso della personale guardia d'onore, e nel romanzo è colui che più cerca di opporsi a Iason e alla sua ossessione verso Riki, rendendogli la vita difficile.
Gideon Lagat: signore di Midas, Gideon è spesso centro dell'attenzione agli eventi sociali, possiede ricchezza di spirito e fascino, e un senso dell'umorismo che non appartiene a nessun altro Blondie. Gideon non sopporta la noia ed è uno dei pochi Elite che trova divertente la presenza di Riki ad Eos: i problemi che il meticcio causa agli altri e soprattutto ad Orphe, che apparentemente non apprezza, sono una sorta di intrattenimento per lui. Quando Riki scompare da Apatia, Iason sospetta Gideon essendo supervisore di Midas.
Aisha Rosen: nonostante sia signore supremo di Tanagura, non ha autorità giuridica ad Eos. Il suo scopo primario è occuparsi della Griglia di Sicurezza di Tanagura, ma spesso pianifica anche eventi sociali in larga scala per aristocratici e dignitari. Aisha è critico e freddo anche per un Blondie, ed è completamente privo di empatia. Un'interessante curiosità è che a causa di alcuni errori di traduzione nella versione inglese del romanzo ci si riferisce talvolta ad Aisha come ad una donna, quando in realtà tutti i Blondie e gli Elite in generale sono di sesso maschile.
Gilbert Domina: a capo dello spionaggio di Amoï, Gilbert colleziona ogni tipo di informazione. È un Blondie maligno che condivide con Orphe diverse idee, tra cui un disprezzo per la mancanza di raffinatezza, e critica apertamente Iason.
Altri pet
Steen: uno dei pet di Aisha, purosangue della famiglia Shiruru, e come purosangue si accoppia solo con donne. È arrogante e pieno di sé, ed è uno dei pet con cui Riki ha un peggior rapporto. Ad un certo punto viene venduto ad un bordello maschile di Midas.
Miguel il Paraditia: pet di tredici anni di un Onyx, è un Paraditia e cioè un incrocio tra un Melrose (la cui razza è al 99% di sesso femminile e i maschi sviluppano diversi problemi) e un Dalton. I Paraditia di sesso maschile sono estremamente rari, e per questo, nonostante i Paraditia sono di classe intermedia, i maschi vengono valutati bene quanto i pet dell'Accademia. Miguel ha i capelli mossi e biondo cenere e gli occhi color smeraldo tipici della razza, in più un'abbronzatura unica. Le sue richieste di accoppiamento sono infinite e si estendono per tre mesi. Riki lo incontra nel giardino di Eos poiché il ragazzo essendo nuovo si era perso. L'unica volta che Riki ride ad Eos lo fa con Miguel dato che quest'ultimo vedendolo più grande dei normali pet lo scambia per un giardiniere. Miguel presto sviluppa un'infatuazione per Riki e lo segue ovunque ad Eos, ma Riki lo rifiuta. Quando la sua furniture tenta di uccidere Riki il suo padrone lo fa sparire da Tanagura.
Enif: questo pet è presente solo nell'OAV del 1994 e non nel romanzo.
Jana: diventa il partner di Mimea di dopo l'incidente tra lei e Riki. È un maniaco del sesso.
Altre furniture
Cal: una delle furniture di Iason, la seconda che conosce Riki quando quest'ultimo ritorna a Eos dopo il periodo di libertà. Cal è un ragazzino apparentemente sui quindici anni dai modi impacciati. Riki lo descrive come inesperto rispetto a Daryl.
Simon: furniture di un Onyx e del pet Miguel. È più piccolo di Riki di un anno, e Riki lo conosceva come Vince durante gli anni a Guardian. Simon prova ad uccidere Riki con un coltello laser quando Miguel si innamora di Riki, credendo il suo pet minacciato dalla presenza indesiderata di un meticcio e un'attira guai come Riki, e quindi sentendosi lui stesso minacciato essendo la furniture che Miguel ha fatto brillare a Tanagura. Riki per difendersi colpisce Simon e lo danneggia gravemente, facendolo cadere in uno stato catatonico. I gravi danni al cervello faranno sì che il giovane venga smaltito. Dopo l'incidente Riki viene mandato ad Apatia.
Tomass: la furniture di Aisha, leader dell'Apex Level di Eos e quindi a capo di tutte le furniture.

## Media

### Romanzo
Ai no Kusabi è stato scritto da Rieko Yoshihara e inizialmente è stato pubblicato serialmente a capitoli nella rivista giapponese dedicata allo yaoi, Shousetsu June, tra il dicembre 1986 e l'ottobre 1987. I capitoli poi sono stati uniti e ripubblicati in edizione cartonata senza illustrazioni nel 1990. Il romanzo successivamente (dal 2001 al 2007) è stato corretto ed espanso da Seibidō Shuppan e pubblicato sotto marchio Crystal Bunko, rimanendo però incompleto poiché solo sei degli otto libri previsti riuscirono ad essere messi in commercio. Infine il romanzo è stato quindi acquistato da Tokuma Shoten e pubblicato sotto marchio Chara nel 2009-2010 interamente in sei volumi: i volumi 1-4 corrispondono ai volumi 1-6 della Crystal Bunko e gli ultimi due contengono materiale mai pubblicato in precedenza.
Katsumi Michihara si è occupata delle illustrazioni della prima versione June e Crystal Bunko, mentre Saichi Nagato delle illustrazioni della versione Chara.
Una versione inglese del romanzo è stata pubblicata da Digital Manga Publishing (DMP). L'edizione inglese Juné si basa sui primi sei volumi dell'edizione giapponese Crystal Bunko, con in più gli ultimi due volumi dell'edizione giapponese Chara, per una storia completa e un totale di otto volumi. È infatti possibile notare la differenza tra i primi sei volumi Crystal Bunko e gli ultimi due Chara nella traduzione di alcuni nomi e nelle illustrazioni. Il primo volume è stato pubblicato il 20 novembre del 2007 e il sesto il 28 luglio del 2009. Dopo un lungo periodo di pausa, causato da alcune rinegoziazioni con l'editore giapponese, gli ultimi due volumi, 7 e 8, sono stati pubblicati rispettivamente il 29 agosto 2012 e il 24 aprile 2013.
I titoli dei volumi in lingua inglese:
- Ai No Kusabi - The Space Between, vol. 1: Stranger
- Ai No Kusabi - The Space Between, vol. 2: Destiny
- Ai No Kusabi - The Space Between, vol. 3: Nightmare
- Ai No Kusabi - The Space Between, vol. 4: Suggestion
- Ai No Kusabi - The Space Between, vol. 5: Darkness
- Ai No Kusabi - The Space Between, vol. 6: Metamorphose
- Ai No Kusabi - The Space Between, vol. 7
- Ai No Kusabi - The Space Between, vol. 8

I libri in tutto saranno sei e seguiranno fedelmente l'edizione giapponese Chara.

### Extra scritti dall'autrice
Nel 1996 è stato pubblicato un libro dal titolo "Midnight Illusion", probabilmente un prequel di Ai no Kusabi.
Nel 2010 un'altra breve storia dal titolo "Illusion Night" è stata aggiunta alla fine dell'ultimo libro dell'edizione dello stesso anno. Riki cerca di capire cosa prova nei confronti di Iason dopo essere stato trasferito ad Apatia.
All'interno dell'edizione speciale del blu-ray pubblicato in Giappone contenente i quattro episodi dell'OAV del 2012 sono presenti quattro brevi storie legate al romanzo. Queste si focalizzano sulla vita di Daryl, la furniture di Iason.
Nel 2012 è stata inclusa nell'audio drama 〜RESONANCE〜 una breve storia di nome "Kizu" che vede i Bison celebrare la vittoria contro una gang rivale mentre Riki ripensa all'incontro che avuto con un Blondie.
Nel 2012, nel volume numero 25 della rivista Chara è stata pubblicata una breve storia, "Musk", che approfondisce la vita di Riki dopo che questo ritorna ad Eos con Iason.

### OAV (1992 - 1994)
Anime International Company ha creato due OAV dedicati ad Ai no Kusabi, il primo uscito nell'agosto del 1992 e il secondo nel maggio del 1994. In Italia sono stati distribuiti entrambi da Yamato Video nel 1996, doppiati e intitolati "Il cuneo dell'amore". La storia differisce in molti punti rispetto a quella narrata nel romanzo, ma mantiene intatto il filone principale.
La direzione è stata curata da Akira Nishimori nel primo film e Katsuhito Akiyama nel secondo, la sceneggiatura da Naoko Hasegawa, mentre Katsumi Michihara e Naoyuki Onda hanno lavorato al character design.
| # | Titolo                                    | Direzione         | Sceneggiatura  | Data d'uscita | Durata    |
| - | ----------------------------------------- | ----------------- | -------------- | ------------- | --------- |
| 1 | Il cuneo dell'amore 間の楔 (Ai no kusabi) | Akira Nishimori   | Naoko Hasegawa | Agosto 1992   | ~ 51 min. |
| 2 | Il cuneo dell'amore 間の楔 (Ai no kusabi) | Katsuhito Akiyama | Naoko Hasegawa | Maggio 1994   | ~ 55 min. |

### OAV (2012)
Nella primavera del 2010 dovevano essere pubblicati, sempre da Anime International Company, una serie di tredici episodi OAV, una sorta di remake della versione del 1992-94. Gli episodi sono stati diminuiti da tredici a dodici e per problemi finanziari la produzione è stata rimandata al 18 gennaio 2012. Finora, tuttavia, solo quattro dei dodici/tredici episodi sono stati pubblicati. Katsuhito Akiyama è rimasto alla direzione, Onda e Michihara al character design. Della sceneggiatura invece si è occupata la stessa scrittrice del romanzo, Rieko Yoshihara.
All'interno dell'edizione speciale del blu-ray pubblicato in Giappone contenente i quattro episodi è possibile trovare alcune brevi storie legate al romanzo scritte da Rieko Yoshihara.
| # | Titolo episodi                           | Direzione         | Sceneggiatura   | Data d'uscita    | Durata    |
| - | ---------------------------------------- | ----------------- | --------------- | ---------------- | --------- |
| 1 | "~petere Kanjū~" (~petere 檻獣~)         | Katsuhito Akiyama | Rieko Yoshihara | 18 gennaio 2012  | ~ 24 min. |
| 2 | "~pardo Setsuyoku~" (~pardo 折翼~)       | Katsuhito Akiyama | Rieko Yoshihara | 15 febbraio 2012 | ~ 24 min. |
| 3 | "~congressus Kaikō~" (~congressus 邂逅~) | Katsuhito Akiyama | Rieko Yoshihara | 21 marzo 2012    | ~ 24 min. |
| 4 | "~retino Inbaku~" (~retino 淫縛~)        | Katsuhito Akiyama | Rieko Yoshihara | 18 aprile 2012   | ~ 24 min. |

### Audio drama
Il primo spin-off del romanzo è stato pubblicato il 31 maggio del 1989 sotto forma di audiolibro.
Il primo audio drama invece è stato pubblicato nel novembre del 1993 ed è intitolato "間の楔 DARK-EROGENOUS". Approfondisce tutto quello che all'epoca il romanzo aveva solo accennato.
Nel 2000 è stata pubblicata un'edizione digitale dell'audiolibro del 1989 per commemorare la voce del doppiatore di Kaneto Shiozawa, morto lo stesso anno. Successivamente altri tre audio drama sono stati distribuiti da un'altra compagnia:
- 間の楔I 〜DESTINY〜 (25 maggio 2007): si focalizza sul periodo in cui Iason conosce Riki e Riki lavora nel Mercato Nero.
- 間の楔II 〜NIGHTMARE〜 (25 aprile 2008): si focalizza sul periodo che Riki passa ad Eos.
- 間の楔III 〜RESONANCE〜 (25 ottobre 2008): si focalizza sul periodo anch'esso sul periodo che Riki passa ad Eos fino al suo ritorno a Ceres.

### Colonna sonora
Sei CD contenenti parte della colonna sonora sono stati messi in commercio in Giappone. Alcuni contengono anche monologhi dei personaggi.
- 間の楔 オリジナル・サウンド・トラック (Ai no Kusabi Original Soundtrack) (10 ottobre 1992)
- 間の楔 SENSE OF CRISIS (10 dicembre 1993)
- 間の楔 AMBIVALENCE (25 marzo 1994)
- 間の楔 SYMPATHY (10 luglio 1994)
- 間の楔 Sound Selection of "AI NO KUSABI" 祈り-ORACION- (25 gennaio 1995)
- 間の楔 Music Best ~ IASON (2001)

## Curiosità
- Il nome giapponese del romanzo, Ai no Kusabi (間の楔), è criptico, tanto da essere definito intraducibile dal sito Aestheticism. In realtà il nome è traducibile ed assume un significato importante anche all'interno del romanzo. Nella versione italiana Ai no Kusabi è stato tradotto come Il cuneo dell'amore, e la parola "ai" effettivamente può significare amore. Il kanji però (間) è tutt'altra parola e significa "stare in mezzo", "nel mezzo", "tra" e si pronuncia "ai" esattamente come la parola "amore". Di conseguenza il titolo può essere tradotto correttamente come "Il cuneo che sta nel mezzo" o "Il cuneo tra". La casa produttrice giapponese dell'anime, Anime International Company, ha infatti tradotto il titolo in inglese come Wedge of Interval, per quanto la Digital Manga Publishing abbia preferito intitolare il romanzo in lingua inglese The Space Between. Altre traduzioni, più o meno corrette, sono note.
- La scrittrice Rieko Yoshihara ha utilizzato uno stile particolare per scrivere il romanzo, noto come "Tanbi". Tanbi significa letteralmente "il culto e la ricerca della bellezza" ed è un alto stile letterario utilizzato nella rivista Shousetsu June per descrivere le prime relazione omosessuali tra uomini. Lo stile include un linguaggio fiorito e kanji/parole poco comuni, e rende la storia difficile da leggere per uno straniero. Questo stile al giorno d'oggi non viene più utilizzato, nemmeno da Rieko Yoshihara.
- La versione italiana de "Il cuneo dell'amore" ha talmente incuriosito le lettrici giapponesi di Shousetsu June da spingere la casa produttrice degli OAV degli anni novanta, "Magazine Magazine" (Magajin Magajin), a produrre in edizione limitata un mini-CD portachiavi che raccoglie i dialoghi più salienti in lingua italiana.